# Botánica, Los Jardines de Wichita
Botánica, Los Jardines de Wichita ( en inglés : Botanica, The Wichita Gardens) es un parque y jardín botánico de 17.6 acres ( 71,000m²) de extensión, de propiedad municipal que se encuentra en Wichita, Kansas

## Localización
El jardín botánico está administrado por el "Wichita Park System".
Botanica, The Wichita Gardens 701 North Amidon, — Wichita, Sedgwick county, Kansas KS 67203 United States of America-Estados Unidos.
Planos y vistas satelitales.37°41′45.96″N 97°21′49.68″O / 37.6961000, -97.3638000
Los picos de las floraciones para su mejor visita se efectúan de finales de mayo hasta principios de junio, y desde principios hasta mediados de septiembre.

## Historia
Es un jardín de la pradera lleno de plantas e hierbas indígenas. Alberga una gran variedad de esculturas. Llama la atención la escultura de bronce de tamaño natural de una bella y joven mujer que da la bienvenida al jardín.

## Colecciones
El jardín botánico alberga las siguientes secciones :
- Colección de plantas acuáticas y de humedales
- Jardín de mariposas con una casa vivero 2,880 pies cuadrados (270 m²) haciendo exhibiciones de pupas durante el invierno
- Invernadero de plantas tropicales
- Colección de juniperos con más de 30 tipos
- Colección de peonias con 104 cultivares;
- Pinetum con una colección de coníferas;
- Rocalla con sedum y sempervivum;
- Rosaleda con unas 350 plantas de rosas;
- Jardín de los sentidos;
- Jardín de Shakespeare un jardín inglés antiguo;
- Bosque-arboreto con azaleas, cornejos, olmos, almeces, Gleditsias, moreras, Maclura pomifera, y Cercis.
- Jardín exhibición de Xeriscape.

Exhibiciones de temporada incluyen la hierba tipo búfalo y de tallo azul, las hierbas que alimentaron las grandes manadas de bisontes. Encontramos también girasoles, las flores oficiales de Kansas.